# 三溪镇 (阳新县)
三溪镇，是中华人民共和国湖北省黃石市阳新县下辖的一个乡镇级行政单位。

## 行政区划
三溪镇下辖以下地区：
三溪社区、龙泉村、上余村、冠圹村、柏树村、军林村、姜福村、高桥村、长河村、丫吉村、横山村、立中村、八湘村、竹林村、黄冲村和三溪口村。